# Tazón de las Estrellas
El Tazón de Estrellas es un bowl de postemporada de fútbol americano organizado por la CONADEIP que se celebra desde 2009 en México. Lo disputan dos selecciones de jugadores universitarios. Una está formada por jugadores mexicanos de equipos de la CONADEIP y otra por jugadores de la División III de la NCAA de los Estados Unidos. El equipo estadounidense se denomina Team Stars & Stripes.